# Fédération nationale des associations de sous-officiers de réserve
La Fédération nationale des associations de sous-officiers de réserve (FNASOR), crée le 7 mars 1932, est une réserve militaire. Elle regroupe les associations locales de sous-officiers de réserve.

## Historique
Le général Henri Albert Niessel, ancien chef de la mission militaire française en Pologne, a assumé la présidence de la FNASOR de 1932 à 1951. M. V. Bonneville, lieutenant de réserve, a été le premier secrétaire général de la FNASOR. Niessel a été remplacé par le général de corps d’armée Louis Buisson (1951–1955), ancien directeur général des prisonniers de guerre de l’Axe (1945–1948), et le général de corps d’armée Hervé Navereau (1957–1962). La FNASOR a compté, au moment du premier congrès, tenu les 27 et 28 août 1932 à Strasbourg, 293 amicales, avec plus de 15.000 membres. Le 28 août, le général Niessel a évoqué « les utopies les palabres soidisant diplomatiques et les pactes ... chiffons de papier ».

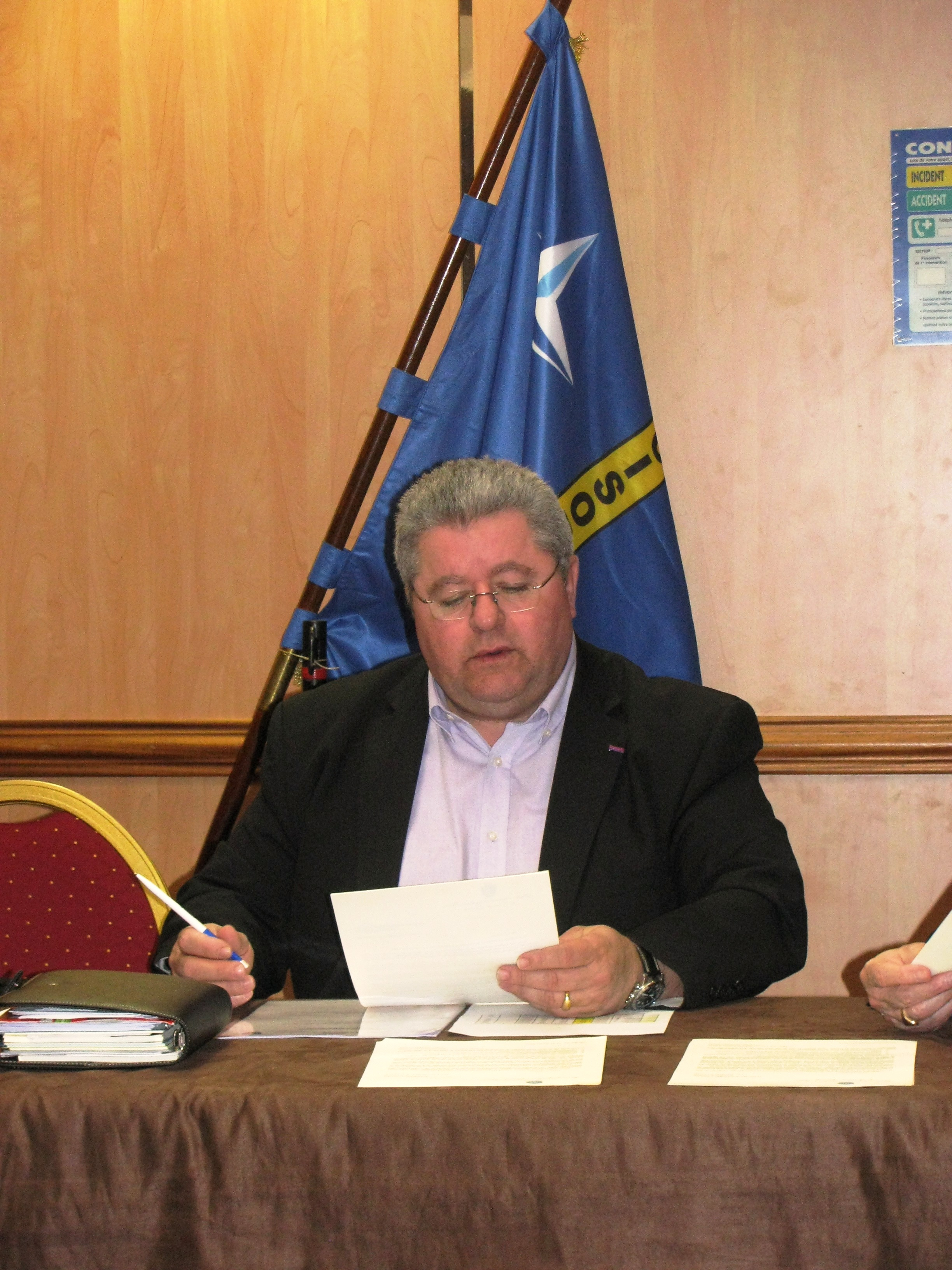
L'ex-Maître Principal Philippe Cogan, ex-Président Fédéral, Président de la FNASOR 2009–2021

## Organisation
- Membre du Conseil restreint du Conseil supérieur de la réserve militaire (CSRM)[6]
- Partenaire de la Garde nationale
- Affiliée à la Fédération nationale André Maginot
- Membre fondateur de la CISOR[7].

Depuis le 28 novembre 2022, l‘actuel bureau est formé de Messieurs David Josien (président), Dominique Mathey (trésorier), Adrien Chevallier (secrétaire général) et Pascal Weber (chancelier).

### Littérature
- Général Henri Albert Niessel : Les écoles de sous-officiers de réserve. Revue des Deux Mondes, 15 mars 1932, p. 411–425
- Général Henri Albert Niessel : Le triomphe des Bolchéviks et la Paix de Brest-Litovsk. Souvenirs 1917–1918. Librairie Plon, Paris 1940
- Revue des Deux Mondes, 1956, p. 382
- Revue historique des armées. Ministère des armées, 1989, p. 49
- Le Citoyen - La Défense - Le Service National - Les Réserves. Guide Muller, Issy-les-Moulineaux 1993, p. 503